# Joan Baptista Güell i Soler
Joan Baptista Güell i Soler (Manlleu, 1883 - Navars, 1910) fou un empresari i escriptor català.
Nascut l'any 1883 a Manlleu, estudià al Seminari de Vic i es dedicà a la indústria tèxtil, de la qual arribà a ser director de la fàbrica Filatures Forcada. Com a escriptor, creà nombroses obres de poesia, que posteriorment publicà a El Ter, així com elaborà obres de teatre, i s'encarregà del quadre escènic del seu poble natal. Des del punt de vista dels premis, guanyà els Jocs Florals de Manlleu (1902 i 1908), els de Ripoll (1903) i el premi extraordinari dels de Mataró (1907). L'any 1931 es publicaren les seves obres completes de poesia a Recull de poesies, i l'any 1993 Josep Rovira i Güell publicà l'estudi Joan Baptista Güell i Soler. Un poeta de la Renaixença.